# Portrait caricatural de Tulla Larsen
Portrait caricatural de Tulla Larsen (norvégien : Karikert portrait de Tulla Larsen) est une huile sur toile du peintre expressionniste norvégien Edvard Munch.
Le tableau de 1905, qui représentait le peintre lui-même et sa maîtresse, Tulla Larsen, a été scié en deux par Munch après avoir été touché d'un coup de revolver à la main gauche lors d'une bagarre dans leur chambre. 

## Histoire de la bagarre
Dans la nuit du 11 au 12 septembre 1902, sa maîtresse Tulla Larsen, par jeu érotique, feint d'avoir succombé à une dose de morphine et s'est étendue dans un cercueil entouré de bougies. L'émotion en face de cette vision submerge l'artiste instable, mais quand il redevient lucide, la mise en scène macabre et grossière le fait éclater en une violente colère. La dispute laisse place à un véritable combat armé entre les deux amants. 